# 西集镇 (北京市)
西集镇是中国北京市通州区下辖的一个镇，位于通州区的东南部，行政区域面积96平方公里，所辖57个行政村，总人口4.6万，耕地面积6.5万亩。

## 历史
2001年11月13日，郎府镇并入西集镇。

## 行政区划
西集镇下辖以下地区：
西集村、于辛庄村、协各庄村、侯各庄村、胡庄村、赵庄村、武辛庄村、车屯村、前东仪村、史东仪村、侯东仪村、黄东仪村、尹家河村、林屯村、王上村、岳上村、石上村、曹刘各庄村、东辛庄村、后寨府村、小灰店村、大灰店村、大沙务村、小沙务村、南小庄村、安辛庄村、肖家林村、前寨府村、桥上村、杜店村、牛牧屯村、上坡村、和合站村、吕家湾村、杨家洼村、辛集村、郎东村、郎西村、马坊村、小辛庄村、任辛庄村、沙古堆村、望君疃村、杜柳棵村、太平庄村、供给店村、儒林村、小屯村、张各庄村、金各庄村、老庄户村、何各庄村、冯各庄村、金坨村、王庄村、耿楼村和陈桁村。